# Safari de Peaugres
Koordinaten: 45° 16′ 8,8″ N, 4° 43′ 1,2″ O
Die Safari de Peaugres ist ein Safaripark, der sich in der französischen Stadt Peaugres im Département Ardèche in der Region Auvergne-Rhône-Alpes befindet. Die Großstadt Lyon liegt rund 50 Kilometer entfernt im Norden. Der Park ist bei der European Association of Zoos and Aquaria (EAZA) und der World Association of Zoos and Aquariums (WAZA) akkreditiert. Im Jahr 2022 besuchten rund 387.000 Personen den Zoo.

## Geschichte
Im Jahr 1974 gründete Paul de la Panouse einen Tierpark in Peaugres. Zunächst wurden nur ein Vivarium und ein Parkplatz angelegt. Ein Jahr später wurde das Gelände um einen Wanderpark erweitert. Von Jahr zu Jahr kamen weitere Einrichtungen hinzu, beispielsweise eine Pinguin- und eine Seelöwenanlage (1999/2000) sowie Bildungs- und Informationsräume für die Besucher. Die Freianlagen der Tiere aus verschiedenen Kontinenten wurden so gestaltet, dass sie der natürlichen Umgebung der Bewohner so nahe wie möglich kamen.

## Anlagenkonzept und Tierbestand
Die Safari de Peaugres befindet sich auf einer ca. 80 Hektar großen Fläche, die aufgrund einer durchlaufenden Fahrstraße in zwei Abschnitte geteilt ist. Auf dem Gelände befinden sich ausgedehnte, steppenartige Freianlagen, waldreiche Gebiete sowie Teichlandschaften.
Der für Autos zugängliche Teil des Parks beherbergt in erster Linie Steppenbewohner. Hier haben die Besucher zuweilen einen engen Kontakt zu den Tieren. Die den Fußgängern vorbehaltenen Parkregionen enthalten kleinere Freigehege, Volieren und Tierhäuser. Insgesamt werden auf dem Safari-Gelände rund 800 Tiere mit ca. 120 Arten gezeigt, die aus vier Kontinenten stammen. Lediglich Australien ist nicht vertreten.

## Schutz- und Arterhaltungsprogramme
Die Zurschaustellung der Tiere dient in erster Linie der Sensibilisierung der Öffentlichkeit für den Artenschutz. Die Safari de Peaugres setzt sich auch für die Erhaltung der Arten direkt in ihrer natürlichen Umgebung vor Ort (In-situ-Erhaltung) ein und unterstützt darin die jeweilige lokale Bevölkerung und die Erhaltung ihrer Ökosysteme. Neben der Teilnahme an 45 europäischen Zuchtprogrammen, die im Rahmen des Europäischen Erhaltungszuchtprogramms (EEP) gefördert werden, beteiligt sich der Park finanziell auch an Projekten für vom Aussterben bedrohte Arten, die von der Association Française des Parcs Zoologiques (AFdPZ) aufgelegt wurden. Maßgeblich widmet sich die Safari de Peaugres den folgenden Programmen:
Save the Rhino International ist eine Stiftung, die in den 1970er Jahren gegründet wurde und die sich für die Rettung der fünf in Afrika und Südostasien vorkommenden Nashornarten einsetzt. Drei der fünf Nashornarten sind vom Aussterben bedroht, was teilweise auf Wilderei und Lebensraumverlust zurückzuführen ist. Nashörner im Hluhluwe-iMfolozi-Park in der Provinz KwaZulu-Natal in Südafrika wurden von Wildererorganisationen angegriffen und sind einer ständigen, ernsthaften Bedrohung ausgesetzt. Die Ranger, die die Nashörner beschützen, werden materiell und finanziell unterstützt.
Seit 2021 arbeitet die Safari de Peaugres mit dem Bioparc de Doué-la-Fontaine zusammen, um das Special Wildlife Reserve of Guembeul im Nordwesten Senegals bei seinen Aktionen zugunsten der Mhorrgazelle (Nanger dama mhorr), einer Unterart der Damagazelle, zu unterstützen. Das Guembeul-Reservat wurde 1983 gegründet, um ein Zuchtzentrum für gefährdete senegalesische Arten einzurichten und die natürlichen Strauchsavannen zu schützen.
Der Snow Leopard Trust ist die weltweit führende Organisation für die Erforschung und den Schutz des gefährdeten Schneeleoparden. Die Forscher konzentrieren sich dabei auf dessen Lebensraum in China, Indien, Kirgisistan, der Mongolei und Pakistan. Allein in diesen fünf Staaten leben mehr als 75 % der Schneeleopardenpopulationen der Welt. Die Hauptbedrohungen für die Art sind: Wilderei wegen ihres Fells, das Verschwinden ihres Lebensraums, der Mangel an Beutetieren, Schäden im Zusammenhang mit dem Bergbau, Klimawandel sowie ihre Tötung durch Landwirte, wenn Nutztiere als Beute angefallen werden. Der Snow Leopard Trust hat daher ein umfassendes Programm ins Leben gerufen, um nicht nur die Schneeleoparden in freier Wildbahn zu schützen, sondern auch die Landwirte für den Schutz der Schneeleoparden zu gewinnen. Die Stiftung richtet daher spezielle Schulungen für Rinderzüchter in Zentralasien ein und legte ein Programm zur Impfung ihrer Herden auf, um den Verlust von Nutztieren zu minimieren. In den Schulen werden außerdem Aufklärungs- und Sensibilisierungsmaßnahmen zum Schutz der heimischen Arten durchgeführt. In der Natur wurden mehr als zwanzig Schneeleoparden mit GPS-Halsbändern ausgestattet, um umfassende Daten über das Verhalten der Art zu erhalten.
Der Cheetah Conservation Fund (CCF) wurde 1990 in Namibia gegründet und ist das international anerkannteste Zentrum für den Schutz von Geparden in ihrer natürlichen Umgebung. Der Hauptgrund für den Verlust ihres Lebensraums ist die Ausbreitung durch die lokale Bevölkerung und ihres Viehbestands. Wenn Menschen, Haustiere und Wildtiere zusammenleben, sind Probleme zu erwarten. Daher werden mehrere Maßnahmen umgesetzt, damit diese minimiert werden. Der CCF hilft der lokalen Bevölkerung, ihre Höfe zu schützen, indem sie ihnen Herdenschutzhunde stellt. Es wurde in mehreren wissenschaftlichen Studien nachgewiesen, dass Raubtierangriffe auf Herden, die mit Schutzhunden ausgestattet sind, zurückgingen. Eine weitere Maßnahme ist die Einrichtung lokaler Wildschutzgebiete. Dadurch schützen Ranger bestimmte Gebiete gegen Angriffe von Wilderern.
Neben dem Schutz wild lebender Arten in fernen Ländern ist der Schutz der lokalen französischen Fauna für den Safaripark ebenfalls wichtig.

## Galerie
Die nachfolgende Bildauswahl zeigt einige Tiere aus dem Bestand der Safari de Peaugres:

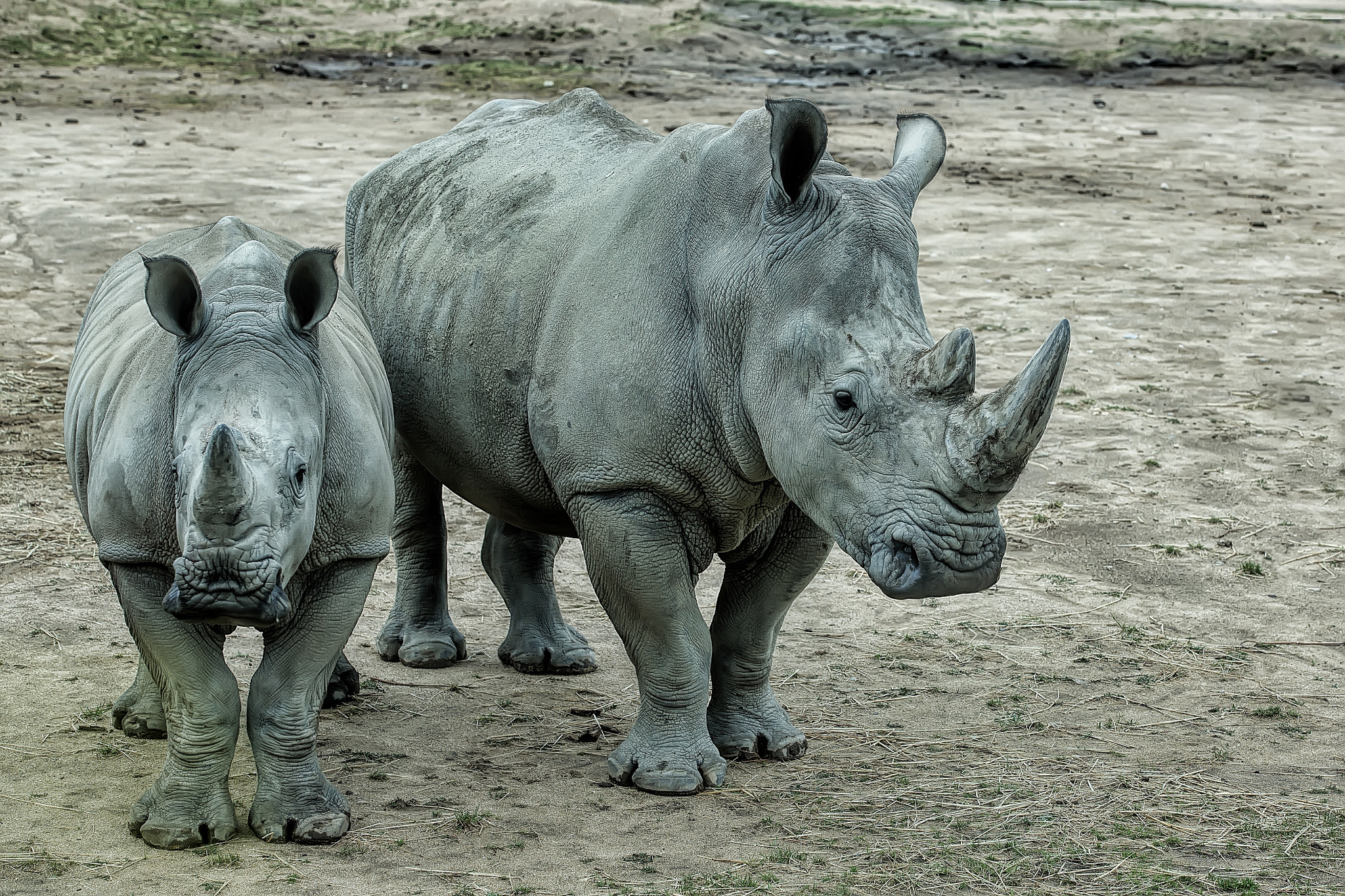
Breitmaulnashörner
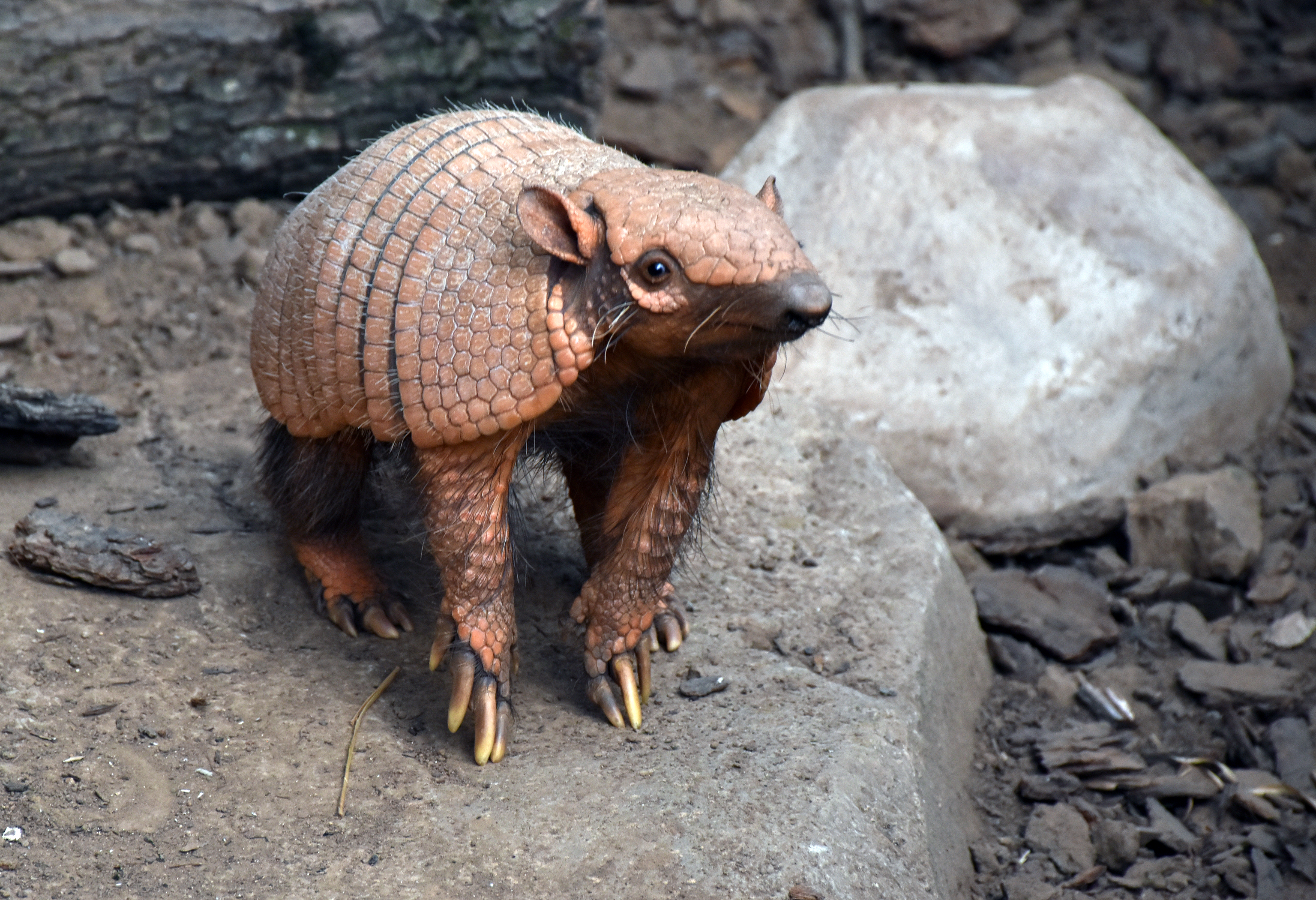
Sechsbinden-Gürteltier
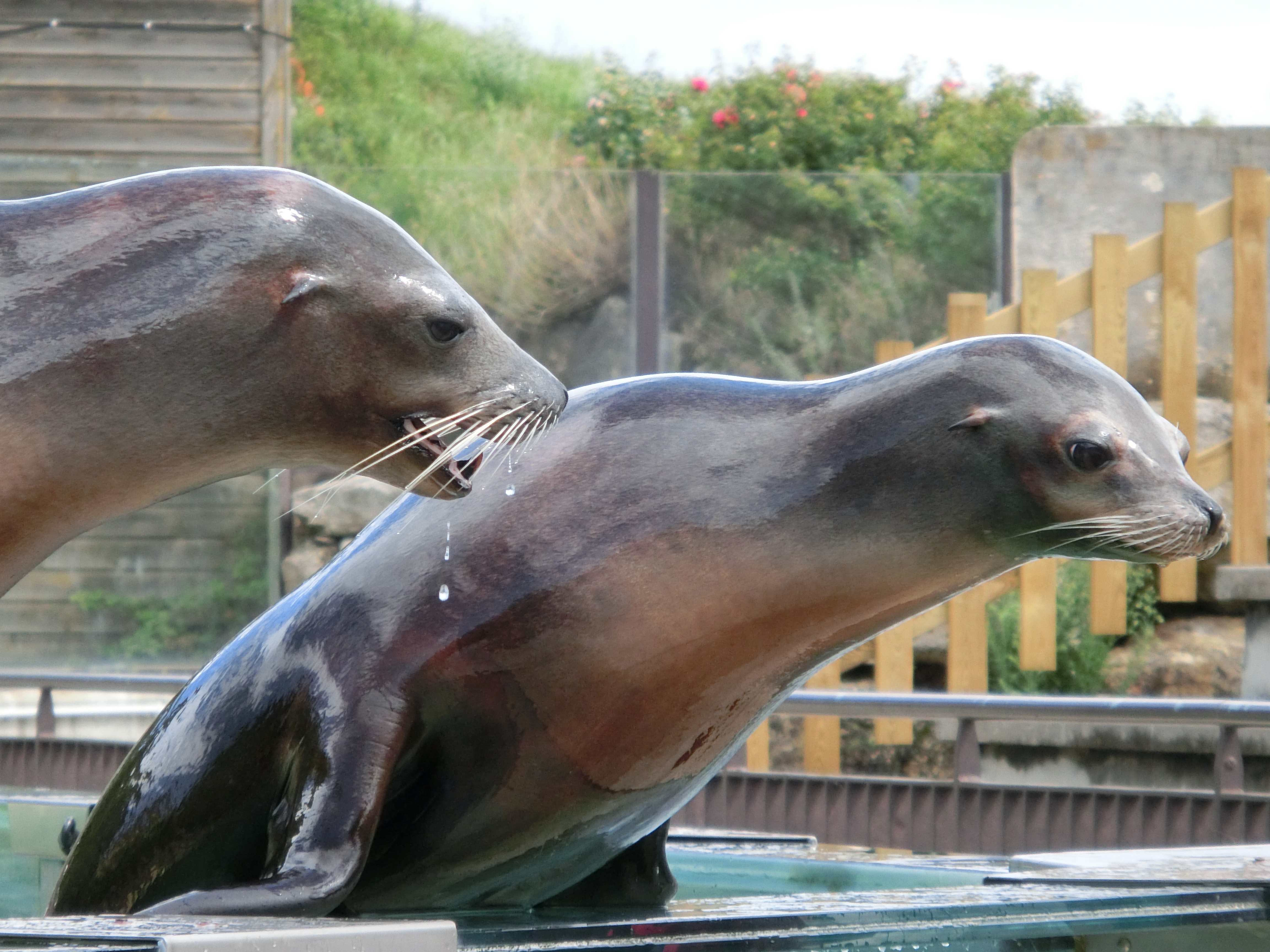
Kalifornische Seelöwen
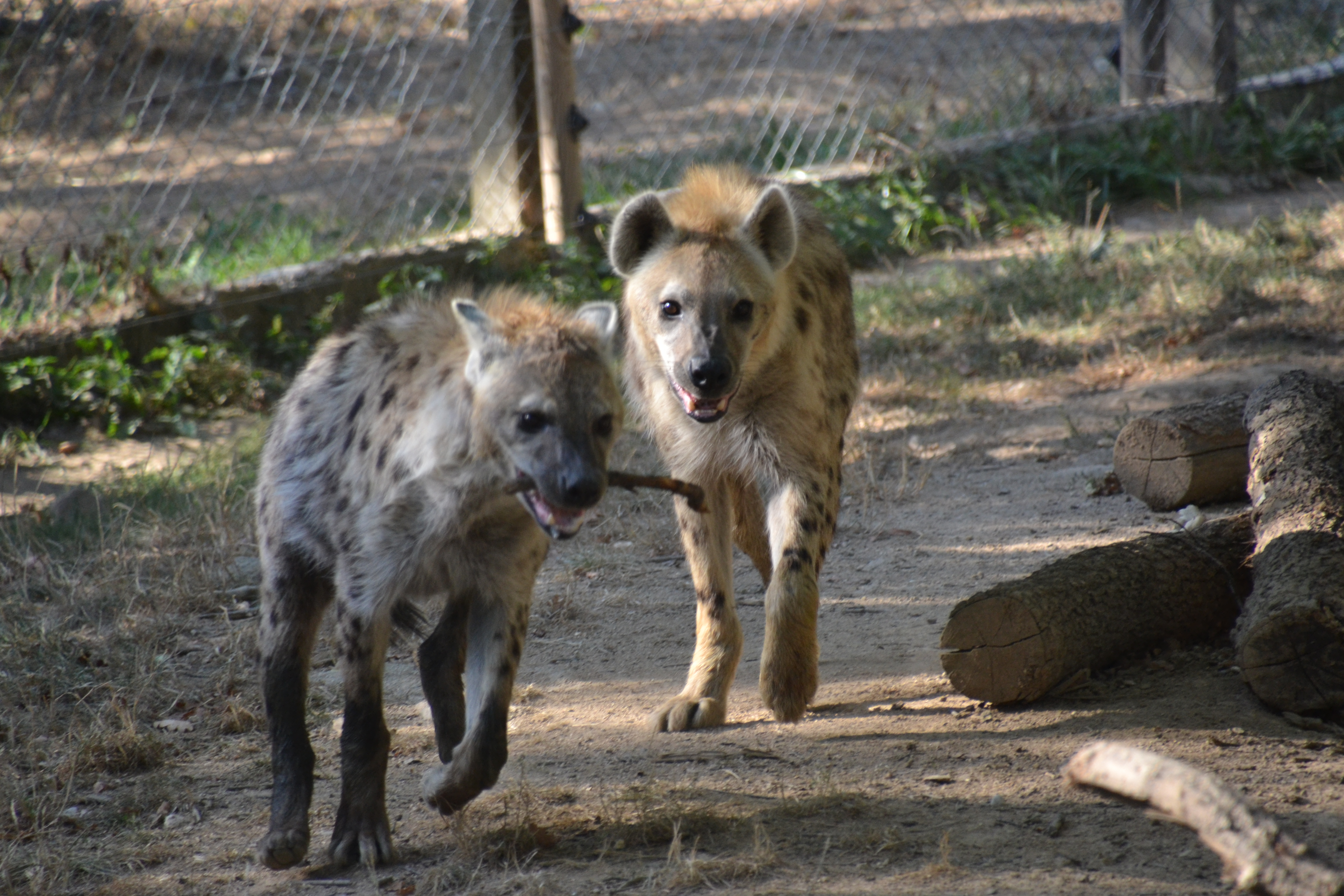
Tüpfelhyänen
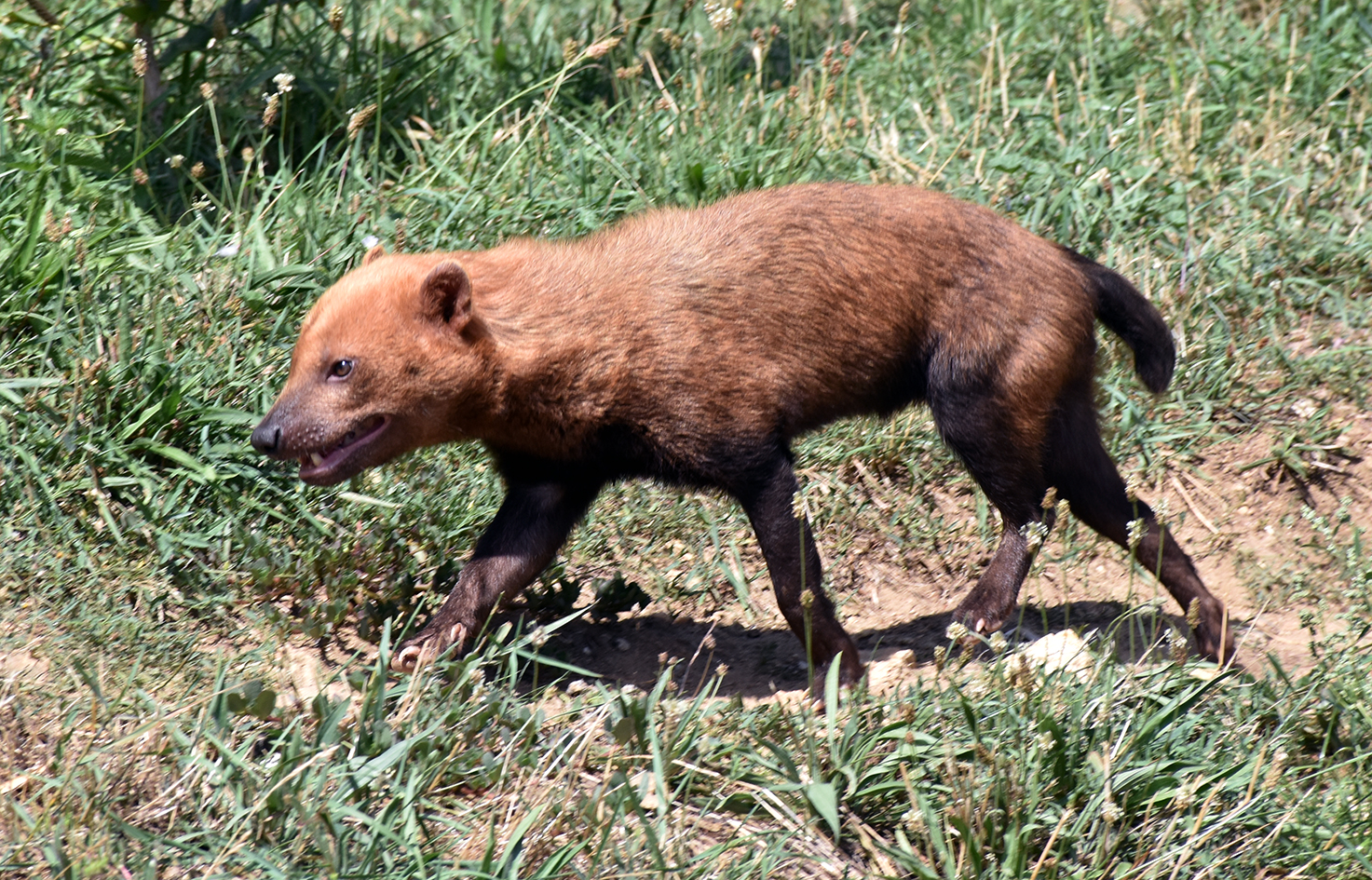
Waldhund